# Bulklast

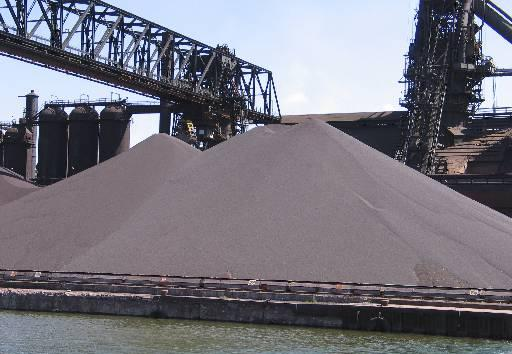
Järnmalmspellets är en typisk bulklast.

Bulklast eller bulkgods (även massgods) är last som fraktas utan förpackning eller emballage i lastrum eller godsvagnar. Exempel på olika typer av bulklast är malm, spannmål, konstgödsel, kalk, stenkol, salt och råolja. Inom sjöfarten skiljer man på torrlastfartyg och tankfartyg. Tankfartyg transporterar olja och andra flytande kemiska produkter, medan torrlastfartyg transporterar granulat såsom kol, malm, spannmål, etc.